# Lista conților de Namur

Blazonul conților și margrafilor de Namur.

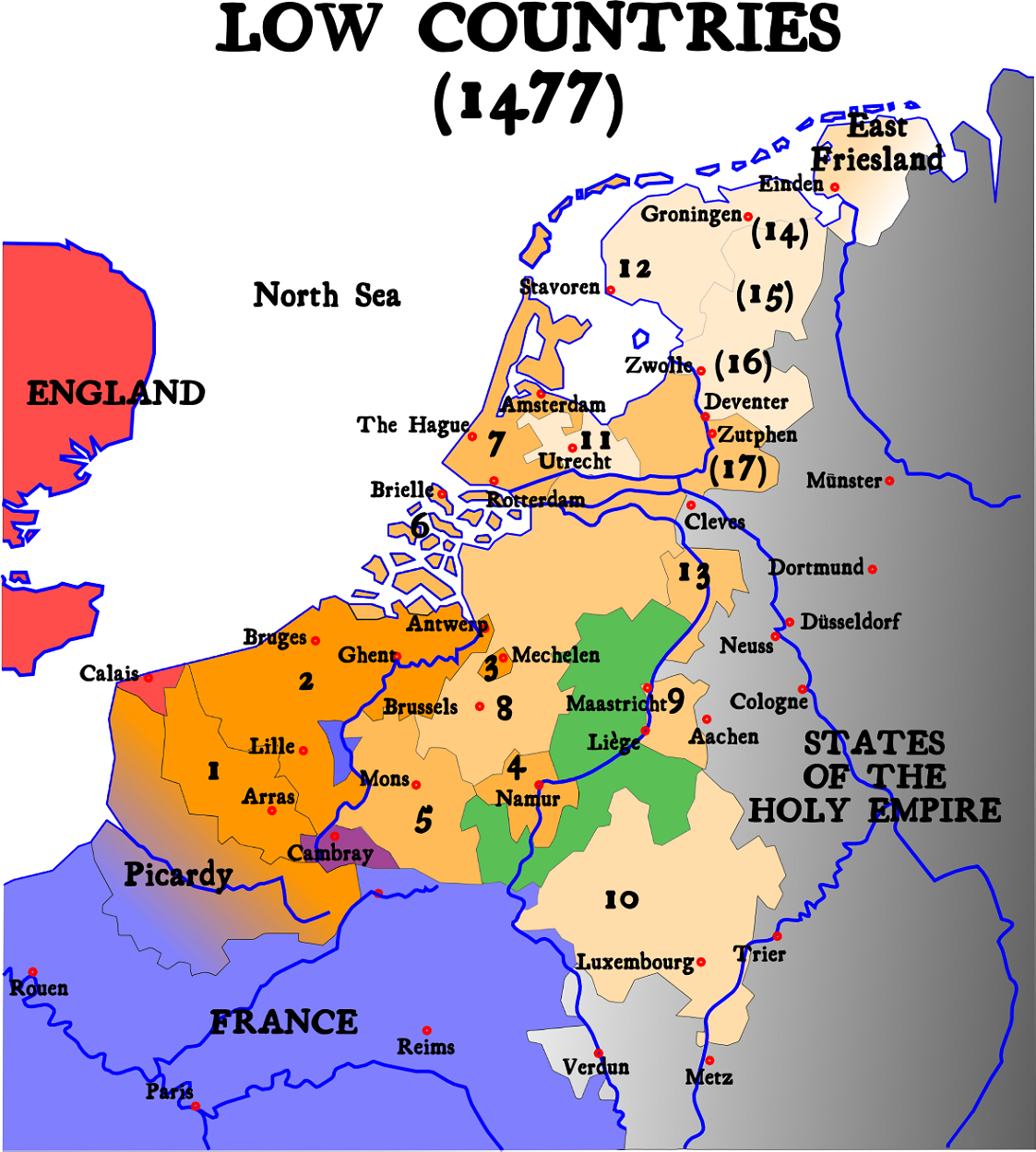
O hartă a Țărilor de Jos la 1477. Comitatul de Namur este marcat cu cifra 4.

Lista conților sau margrafilor de Namur.
Namur a fost rareori un stat independent, fiind mai degrabă un domeniu în cadrul altor entități statale, precum comitatele de Hainaut și Flandra sau Ducatul Burgundia.

## Lista conților de Namur

### Casa de Namur
- Albert I (992 – 1011)
- Robert I (1011 – 1016)
- Albert al II-lea (1016 – 1037)
- Albert al III-lea (1037 – 1102)
- Godefroi I (1102 – 1139)
- Henric I cel Orb (1139 – 1189), și conte de Luxemburg
  - Alice, sora lui Henric I, căsătorită cu contele Balduin al IV-lea de Hainaut

## Lista margrafilor de Namur

### Casa de Hainaut
- Balduin I (1189 – 1195), nepotul Alicei
- Filip I (1195 – 1212)
- Iolanda (1212 – 1217), sora lui Filip I, de asemenea împărăteasă în Imperiul Latin de Constantinopol ca Yolanda I, căsătorită cu Petru al II-lea de Courtenay

### Casa de Courtenay
- Filip al II-lea (1217 – 1226)
- Henric al II-lea (1226 – 1229), fratele lui Filip al II-lea
- Margareta (1229 – 1237), sora lui Filip al II-lea și Henric al II-lea
- Balduin al II-lea (1237 – 1256), fratele celor de mai sus, de asemenea împărat latin de Constantinopol, ca Balduin al II-lea

### Casa de Luxemburg
- Henric al III-lea (1256 – 1265), nepotul lui Henric I; instalat prin forță

### Casa de Dampierre
- Guy I of Dampierre (1265 – 1297), de asemenea conte de Flandra; a cumpărat comitatul de la vărul său Balduin al II-lea și l-a alungat pe Henric al III-lea.
- Ioan I (1297 – 1330)
- Ioan al II-lea (1330 – 1335)
- Guy al II-lea (1335 – 1336), fratele precedentului
- Filip al III-lea (1336 – 1337), fratele precedentului
- Guillaume I (1337 – 1391), fratele precedentului
- Guillaume al II-lea (1391 – 1418)
- Ioan al III-lea (1418 – 1421; d. 1429), fratele precedentului

În 1421, Ioan al III-lea și-a vândut moșiile către Filip al III-lea, ducele de Burgundia.

### Casa de Burgundia
- 1405-1419 : Ioan al IV-lea Fără de Frică
- 1419-1467 : Filip al IV-lea cel Bun
- 1467-1477 : Carol I Temerarul
- 1477-1482 : Maria I cea Bogată, fiica precedentului, căsătorită cu:

### Casa de Habsburg
- 1493-1519 : Maximilian I, soțul Mariei, de asemenea împărat al Sfântului Imperiu Roman, ca Maximilian I
- 1519-1556 : Carol al II-lea, nepot al precedentului, de asemenea împărat al Sfântului Imperiu Roman, sub numele de Carol al V-lea

Carol Quintul a proclamat Pragmatica Sancțiune din 1549, unind "pentru veșnicie" Namur cu celelalte seniorii din Țările de Jos, în cadrul unei uniuni personale. Atunci când Imperiul habsburgic a fost divizat între moștenitorii lui Carol Quintul, Cele 17 Provincii, inclusiv Namur, au trecut sub stăpânirea regelui Filip al II-lea al Spaniei, din ramura spaniolă a Casei de Habsburg.
- 1556-1598 : Filip al V-lea, de asemenea rege al Spaniei, ca Filip al II-lea
- 1598-1621 : Isabella Clara Eugenia, fiica precedentului, căsătorită cu arhiducele Albert de Austria
- 1621-1665 : Filip al VI-lea, frate vitreg al precedentei, de asemenea rege al Spaniei, ca Filip al IV-lea
- 1665-1700 : Carol al III-lea, de asemenea rege al Spaniei, sub numele de Carol al II-lea

Între 1706 și 1714 Namur a fost invadat de către trupele engleze și olandeze în Războiul de succesiune spaniol. Asupra fiefului au emis pretenții Casa de Habsburg și Casa de Bourbon. În 1712 Luxemburg și orașul Namur au fost cedate lui Maximilian al II-lea Emanuel, Elector de Bavaria de către aliații săi francezi, însă la sfârțitul războiului în 1713, prin tratatul de la Utrecht Maximilian Emanuel a fost restaurat ca elector de Bavaria. De asemenea, tratatul de la Utrecht a stabilit succesiunea, iar Marchizatul de Namur a trecut sub dominația ramurii austriece a Casei de Habsburg, odată cu restul Țărilor de Jos spaniole.
- 1714-1740 : Carol al IV-lea, strănepot al lui Filip al III-lea; de asemenea împărat al Sfântului Imperiu Roman, sub numele de Carol al VI-lea
- 1740-1780 : Maria a II-a Terezia, fiica precedentului, căsătorită cu Francisc I; de asemenea împărăteasă a Sfântului Imperiu Roman, ca Maria Terezia
- 1780-1790 : Iosif I, de asemenea împărat al Sfântului Imperiu Roman, ca Iosif al II-lea

Titlul a fost abolit de facto ca urmare a Revoluției franceze și anexării Namurului de cptre Franța în 1795. Cu toate acestea, titlul a continuat să fie pretins în mod oficial de către descendenții lui Leopold al II-lea până în timpul domniei lui Carol I al Austriei.
- 1790-1792 : Leopold, fratele precedentului, de asemenea împărat al Sfântului Imperiu Roman, ca Leopold al II-lea
- 1792-1835 : Francisc al II-lea, de asemenea împărat al Sfântului Imperiu Roman, ca Francisc al II-lea și împărat al Austriei
- 1835-1848 : Ferdinand, de asemenea împărat al Austriei
- 1848-1916 : Francisc al III-lea Iosif, nepot al lui Francisc al II-lea, de asemenea împărat al Austriei, ca Francisc Iosif I